# Upland (Kalifornia)
Upland város az USA Kalifornia államában, San Bernardino megyében. Lakosainak száma 79 040 fő (2020. április 1.).

## Népesség
A település népességének változása:

| 2010 | 73 732 |
| 2020 | 79 040 |